# 岩澤寿英
岩澤 寿英（いわさわ としひで、1990年12月12日 - ）は、日本の空手家。東京都足立区出身。段位は極真空手弐段。身長165cm、体重70kg。得意技は突き、後ろ蹴り。
実姉も空手家。極真空手初段。日本人の父親とフィリピン人の母親を持つハーフ。

## 来歴
5歳の時に１つ年上の姉と近所にあった当時の極真会館(松井派)埼玉支部越谷道場に姉と共に入門。
極真会館松井派主催の全日本ジュニア大会で小学校4年生、小学校6年生で2度優勝するなど数々の大会で活躍した。その後、中学生時代はバスケットボール部、高校生時代はパワーリフティング部に所属しながらも極真空手の修行を両立させていた。高校生ながら一般部の大会に出場し実績を残している。
2011年に行われたオープントーナメント「争覇戦」全日本空手道選手権大会(主催：極真館)65kg級にて優勝。
2012年KWUヨーロッパ大会(主催：KWU)がロシアで開催され、無差別級で出場しベスト16位の敢闘賞を受賞。
更なる強さを目指し、祖母がアメリカのネバダ州に在住であることから、格闘技の聖地アメリカに3ヶ月間武者修行に出る。MMA、総合格闘技やウエイトレーニングを学び帰国。
2012年オープントーナメント「争覇戦」全日本空手道選手権大会(主催：極真館)では72kg級に階級を上げて二連覇を達成している。
2013年KWU極真世界空手道選手権大会(開催国：ブルガリア)70kg級にて準優勝。
ダイナミックな蹴り技で場内を沸かせ、外国人の観客からは「サムライ」という声援が飛んだ。2年後に開催された2015年KWU極真世界空手道選手権大会(開催国：ロシア)70kg級では優勝を果たした。
盧山初雄館長(現会長)率いる財団法人極真奨学会極真空手道連盟極真館の草加支部、志木支部に所属していたが、2016年に自主退会し、フリーで活動している。

## 主な戦績
2007年　春季全関東錬成大会(主催：極真館)一般上級軽量級の部　準優勝
2007年　秋季全関東空手道錬成大会(主催：極真館)　一般上級軽量級の部　優勝
2011年　秋季全関東空手道錬成大会(主催：極真館)　一般上級軽量級の部　準優勝
2011年　オープントーナメント「争覇戦」全日本空手道選手権大会(主催：極真館)65kg級優勝
2012年　KWUヨーロッパ大会(主催：KWU)無差別級　敢闘賞
2012年　オープントーナメント「争覇戦」全日本空手道選手権大会(主催：極真館)72kg級優勝
2013年　KWU極真世界空手道選手権大会(開催国：ブルガリア)70kg級準優勝
2014年　オープントーナメント南東北大会(主催：極真館)無差別級優勝
2015年　オープントーナメント全山陰空手道場選手権大会(主催：極真館)無差別級優勝
2015年　KWU極真世界空手道選手権大会(開催国：ロシア)70kg級優勝

## 資格
- 極真館空手道・弐段（認可者：盧山初雄）
- 宅地建物取引士
- 賃貸不動産経営管理士
- 公認　不動産コンサルティングマスター
- 賃貸住宅メンテナンス主任者